# بني سهيلا
بني سهيلا هي بلدة فلسطينية في قطاع غزة، أنشأت فوق تلة صغيرة على ارتفاع 80 متر عن مستوى سطح البحر وتشرف على سهل خان يونس غرباً وتتبع إدارياً لمحافظة خانيونس. تبلغ مساحة أراضي بني سهيلا 7750 دونم، تشغل أبنية ومنازل البلدة مساحة 1450 دونم من مجمل تلك المساحة.

## الموقع الجغرافي
تقع في الطرف الجنوبي لقطاع غزة وتبعد 2كم إلى الشرق من خان يونس و1كم إلى الشرق من طريق رفح – غزة. يحدها من الشمال قرية القرارة ومن الشرق مدينة عبسان الجديدة، من الجنوب عبسان الكبيرة.

## السكان
قدر عدد سكانها عام 1922م حوالي 1043 نسمة، وفي العام 1945م حوالي 3220 نسمة وفي العام 1967م حوالي 7561 نسمة وفي عام 1982م حوالي 10000 نسمة وكان عددهم عام 1996م حوالي 23487 نسمة، و وفقًا للجهاز المركزي للإحصاء الفلسطيني، ارتفع عدد سكان بني سهيلة إلى 32800 نسمة في منتصف عام 2006. ويبلغ عدد السكان الآن فيها حوالي 40000 نسمة.

## الإقتصاد
يعمل معظم سكان بني سهيلا في التجارة والخدمات بمدينة خانيونس، والقسم الأخر منهم يعمل في المؤسسات الحكومية، والبعض الأخر في الزراعة.

## التعليم
تحتوي بني سهيلا على سبع مدارس ابتدائية واعدادية لذكور والإناث، تتوزع بين الوكالة والحكومة.

## المساجد
- مسجد خليل الرحمن
- مسجد حمزة
- مسجد الظلال
- مسجد أسيد بن خضر
- مسجد نور الإسلام

## التاريخ
يعود تاريخ بني سهيلا إلى العصر الكنعاني والروماني. قبل عام 1948، كانت هذه المدن تضم عددًا كبيرًا من الخانات للمسافرين، ويعود اسم خان يونس إلى أحد المسؤولين المملوكيين الذي بنى خانها الكبير في القرن الرابع عشر.

### العصر البريطاني
في تعداد فلسطين الذي أجرته سلطات الانتداب البريطاني عام 1922، بلغ عدد سكان بني سهيلا 1043 نسمة، جميعهم مسلمون، وارتفع في تعداد عام 1931 إلى 2063، جميعهم مسلمون أيضًا، في 406 منزلًا.
في نهاية فترة الانتداب، وفي إحصاءات عام 1945 ، بلغ عدد سكان البلدة 3220 نسمة، جميعهم مسلمون، ومساحتهم 11128 دونمًا، وفقًا لمسح رسمي للأراضي والسكان. ومن هذه المساحة، كانت 54 دونمًا مخصصة للمزارع والأراضي المروية، و10639 دونمًا مخصصة لزراعة الحبوب، بينما كانت 97 دونمًا أراضٍ مبنية.

### بعد عام 1948
في ليلة 31 أغسطس 1955، هاجمت القوات المسلحة الإسرائيلية قرية بني سهيلا، واحتلتها جتى 5 أبريل 1956،جيث قصفت المدفعية الإسرائيلية البلدة وانسحب منها مخلفة الموت والدمار.

### بعد عام 1967
في حرب عام 1967 احتلت إسرائيل كامل القطاع حتى عام 1994 بعد توقيع اتفاقية اوسلو مع منظمة التحرير الفلسطينية.

### بعد عام 2023
خلال الحرب التي شنها جيش الإحتلال على غزة ، سيطر على البلدة بشكل كامل، وارتكب عدة مجازر بحق سكانها.